# Fouras
Fouras o Fouras-les-Bains, és una comuna francesa situada al departament del Charente Marítim i a la regió de la Nova Aquitània.
L'any 2019 tenia 3.934 habitants.

## Demografia

### Població
El 2007 la població de fet de Fouras era de 4.056 persones. Hi havia 1.913 famílies de les quals 651 eren unipersonals (232 homes vivint sols i 419 dones vivint soles), 748 parelles sense fills, 401 parelles amb fills i 113 famílies monoparentals amb fills.
La població ha evolucionat segons el següent gràfic:
Habitants censats

### Habitatges
El 2007 hi havia 4.403 habitatges, 1.940 eren l'habitatge principal de la família, 2.362 eren segones residències i 101 estaven desocupats. 3.680 eren cases i 551 eren apartaments. Dels 1.940 habitatges principals, 1.407 estaven ocupats pels seus propietaris, 461 estaven llogats i ocupats pels llogaters i 72 estaven cedits a títol gratuït; 25 tenien una cambra, 130 en tenien dues, 428 en tenien tres, 642 en tenien quatre i 714 en tenien cinc o més. 1.262 habitatges disposaven pel capbaix d'una plaça de pàrquing. A 1.037 habitatges hi havia un automòbil i a 606 n'hi havia dos o més.

### Piràmide de població
La piràmide de població per edats i sexe el 2009 era:
| Homes | Edats   | Dones |
| ----- | ------- | ----- |
| 0     | 95 o +  | 8     |
| 16    | 90 a 94 | 32    |
| 32    | 85 a 89 | 92    |
| 44    | 80 a 84 | 96    |
| 124   | 75 a 79 | 152   |
| 108   | 70 a 74 | 160   |
| 112   | 65 a 69 | 184   |
| 164   | 60 a 64 | 180   |
| 104   | 55 a 59 | 92    |
| 104   | 50 a 54 | 140   |
| 132   | 45 a 49 | 116   |
| 124   | 40 a 44 | 140   |
| 104   | 35 a 39 | 104   |
| 112   | 30 a 34 | 96    |
| 92    | 25 a 29 | 96    |
| 88    | 20 a 24 | 60    |
| 92    | 15 a 19 | 104   |
| 96    | 10 a 14 | 72    |
| 84    | 5 a 9   | 84    |
| 64    | 0 a 4   | 36    |

## Economia
El 2007 la població en edat de treballar era de 2.196 persones, 1.474 eren actives i 722 eren inactives. De les 1.474 persones actives 1.261 estaven ocupades (667 homes i 594 dones) i 213 estaven aturades (89 homes i 124 dones). De les 722 persones inactives 371 estaven jubilades, 141 estaven estudiant i 210 estaven classificades com a «altres inactius».

### Ingressos
El 2009 a Fouras hi havia 2.129 unitats fiscals que integraven 4.371,5 persones, la mediana anual d'ingressos fiscals per persona era de 20.011 €.

### Activitats econòmiques
Dels 266 establiments que hi havia el 2007, 9 eren d'empreses alimentàries, 1 d'una empresa de fabricació de material elèctric, 1 d'una empresa de fabricació d'elements pel transport, 7 d'empreses de fabricació d'altres productes industrials, 28 d'empreses de construcció, 58 d'empreses de comerç i reparació d'automòbils, 7 d'empreses de transport, 45 d'empreses d'hostatgeria i restauració, 6 d'empreses d'informació i comunicació, 11 d'empreses financeres, 21 d'empreses immobiliàries, 16 d'empreses de serveis, 33 d'entitats de l'administració pública i 23 d'empreses classificades com a «altres activitats de serveis».
Dels 94 establiments de servei als particulars que hi havia el 2009, 1 era una gendarmeria, 1 oficina de correu, 7 oficines bancàries, 1 funerària, 1 taller de reparació d'automòbils i de material agrícola, 3 autoescoles, 5 paletes, 8 guixaires pintors, 6 fusteries, 5 lampisteries, 1 electricista, 2 empreses de construcció, 6 perruqueries, 1 veterinari, 32 restaurants, 9 agències immobiliàries, 2 tintoreries i 3 salons de bellesa.
Dels 37 establiments comercials que hi havia el 2009, 2 eren supermercats, 6 fleques, 6 carnisseries, 6 peixateries, 5 llibreries, 4 botigues de roba, 2 botigues d'equipament de la llar, 1 una sabateria, 1 una botiga de mobles, 1 una botiga de material esportiu, 1 un drogueria, 1 una joieria i 1 una floristeria.
L'any 2000 a Fouras hi havia 6 explotacions agrícoles.

## Equipaments sanitaris i escolars
Els 2 equipaments sanitaris que hi havia el 2009 eren farmàcies.
El 2009 hi havia 1 escola maternal i 1 escola elemental.

## Poblacions més properes
El següent diagrama mostra les poblacions més properes.